# Elementarsats
Elementarsats filosofisk term introducerad av Ludwig Wittgenstein i Tractatus logico-philosophicus. En elementarsats är en sats som endast innehåller namn (ord som refererar till i världen existerande ting) alltså inga logiska konstanter (exempelvis "och", "icke", "alla"). En elementarsats måste vara artikulerad, alltså namnen måste komma i en ordning som gör dem meningsfulla. En vanlig (meningsfull) sats är en sanningsfunktion av (meningsfulla) elementarsatser.